# Gleby murszowe
Gleba murszowa – typ gleb hydrogenicznych, należący do rzędu gleb pobagiennych, powstający wskutek zmurszenia płytkiego utworu organicznego, zalegającego na mineralnym podłożu, ponad poziomem wody gruntowej w warunkach tlenowych. Gleba typowa dla okresowo zalewanych siedlisk łąkowych. Składa się z resztek roślinnych i kwasów humusowych przyswajalnych przez rośliny i tworzących bazę gleby. Zawiera ponad 20% związków organicznych.
Mursz jest glebą stanowiącą rodzaj przejściowy od gleb bagiennych do mineralnych. Charakteryzuje się widocznym brunatnoczarnym poziomem murszowym. Występuje głównie obok gleb torfowych albo zajmuje stanowiska wyżej położone (tylko okresowo znajduje się w warunkach nadmiernego uwilgotnienia, które decyduje o tworzeniu się torfu, stąd też w murszach obok torfu występują również warstwy próchnicy właściwej).
Gleby murszowe dzielą się na: torfowo-murszowe (powstające z torfów niskich, przy udziale materiału ilastego), mułowo-murszowe, gytjowo-murszowe oraz namurszowe.
Głównie są one siedliskiem lasów bagiennych. Przy uregulowanym stosunku wodnym (bez przesuszenia) stanowią dobre gleby przeznaczone pod użytki zielone (np. łąki). W mniejszym stopniu są wykorzystywane na pastwiska ze względu na małą odporność na ugniatanie. Ze względu na zawartość azotu wykorzystywane są w niektórych uprawach polowych. Przy uprawie zbóż zalecane jest dodatkowe nawożenie miedzią.
Występują w wielu regionach Polski, głównie na obszarze Pojezierza Mazurskiego i Pojezierza Pomorskiego.